# Rudolf Theis Eden

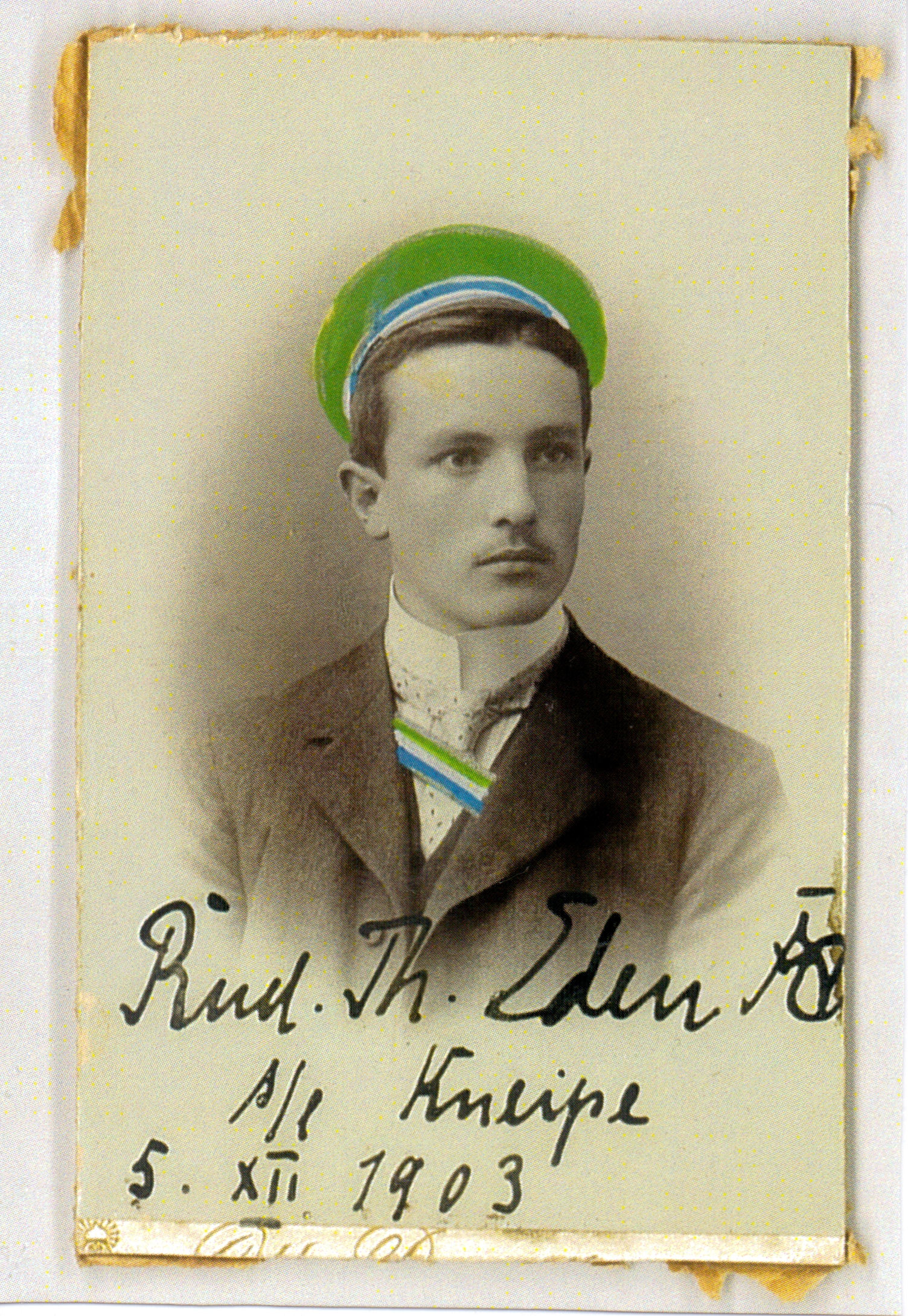
Rudolf Theis Eden

Rudolf Theis Eden (* 22. August 1883 in Syuggewarden, Butjadingen; † 13. Februar 1925 in Freiburg im Breisgau) war ein deutscher Chirurg und Hochschullehrer.

## Leben
Nach dem Abitur in Oldenburg (Oldenburg) studierte Eden Medizin an der Philipps-Universität Marburg, der Ludwig-Maximilians-Universität München, der Georg-August-Universität Göttingen und der Friedrich-Wilhelms-Universität Berlin. Seit 1903 war er Mitglied des Corps Hasso-Nassovia. Nach dem Staatsexamen und der Promotion zum Dr. med. begann er die ärztliche Ausbildung in Marburg. 1909 wechselte er nach Berlin und am 1. Dezember 1910 an die Universität Jena, an der er sich habilitierte. Als Privatdozent und Oberarzt diente er von 1914 bis 1916 im Ersten Weltkrieg. Er wurde mit dem Eisernen Kreuz ausgezeichnet. 1918 ernannte ihn die Universität Jena zum a.o. Professor für Chirurgie. Bei seiner Neigung zur Knochenchirurgie ging er am 1. Oktober 1919 zu Erich Lexer an die Albert-Ludwigs-Universität Freiburg. 1924 wurde er Lexers Vertreter. Auf dem Heimweg von der Klinik erlitt er bei einem Fahrradsturz eine Schenkelhalsfraktur, der eine tödliche Lungenarterienembolie folgte.
Mit nur 41 Jahren hatte Eden bedeutende Beiträge zur klinischen und wissenschaftlichen Chirurgie geleistet. Noch heute berühmt, wenn auch von Weichteileingriffen verdrängt, ist die Eden-Hybinette-Plastik zur Stabilisierung von vorderen Schulterluxationen. Am 25. April 1917 hatte Eden das Verfahren in Jena zum ersten Mal angewendet, zehn Tage vor seinem Stockholmer Kollegen S. Hybinette.

„So endet ein überaus hoffnungsreiches Leben, ein herrlicher Mensch, ein vortrefflicher Chirurg, Forscher und Lehrer. Der Verlust meiner Klinik ist schwer. Er trifft aber auch die gesamte deutsche Chirurgie, die in ihm einen ihrer besten Jünger hatte.“

1914 hatte Eden Daniela geb. Schott aus Jena geheiratet. Sie hatten gemeinsam zwei Töchter und drei Söhne. Edo Eden (1922–1998) wurde Freiburger Schwabe und wurde zum Dr. med. dent. promoviert. Von 1960 bis 1982 war er Sanitätsoffizier der Bundeswehr, zuletzt als Oberstarzt und Leitender Zahnarzt des Heeres in Köln.

## Werke
- Beiträge zur chirurgischen Behandlung der Lungentuberkulose, unter besonderer Berücksichtigung der Kollapstherapie. Berlin 1913
- Die chirurgische Behandlung der Unterkieferdefekte und Pseudarthrosen. Leipzig 1919
- Zur Operation der habituellen Schulterluxation unter Mitteilung eines neuen Verfahrens bei Abriß am inneren Pfannenrand. In: Deutsche Zeitschrift für Chirurgie 144 (1918), S. 269–280
- Lungenplombierung mit tierischem Fett. In: Deutsche Medizinische Wochenschrift 46 (1920), S. 1017 f.
- mit Paul Lindig: Ueber die Verhütung postoperativer Verwachsungen. In: Deutsche Medizinische Wochenschrift 46 (1920), S. 1069 f.
- Handbuch der praktischen Chirurgie, Bd. 5: Chirurgie der oberen Extremitäten, 5. Auflage, Stuttgart 1922